# Kogle
Kogler er den forveddede frøstand hos nøgenfrøede planter (Pinophytina eller Gymnospermae). Det er karakteristisk, at frøene ligger ubeskyttede på kogleskællene, og det har ligefrem givet hele den systematiske gruppe navn ("de nøgenfrøede"). Kogler er i nøddefamilien, og derfor er kogler faktisk også en nød.
Frøstande, som ligner nåletræernes, kaldes også for "kogler". Det gælder f.eks. frøstandene hos El (Alnus) og Almindelig Tulipantræ (Liriodendron tulipifera).